# 篠田村
篠田村（しのだむら）は、かつて愛知県海東郡にあった村。
現在のあま市の一部（旧・美和町南部）に該当する。

## 歴史
- 1889年（明治22年）10月1日 - 篠田村、北苅村、乙之子村、小橋方村が合併し、篠田村が発足。
- 1906年（明治39年）7月1日 - 蜂須賀村、正則村と合併し、美和村発足。同日篠田村は廃止。

## 教育
- 篠田尋常小学校（現・あま市立篠田小学校）